# 1986년 유럽 육상 선수권 대회
틀:육상 경기 정보

제14회 유럽 육상 선수권 대회는 1986년 8월 26일부터 8월 31일까지 서독 슈투트가르트에서 열렸다.
틀:유럽 육상 선수권 대회